# Élections générales partielles de 1991 à Gibraltar
Des élections générales partielles se sont tenues à Gibraltar le 16 mai 1991 afin d'élire de remplacer un député démissionnaire.

## Contexte
Peter Montegriffo, qui a quitté l'Association pour la promotion des droits civils, est le chef du GSD. Il décide de démissionner de son poste de député.

## Résultats
| Parti | Parti                                           | Candidats       | Voix  | %     | Sièges | +/-           |
| ----- | ----------------------------------------------- | --------------- | ----- | ----- | ------ | ------------- |
|       | Sociaux-démocrates de Gibraltar                 | Peter Caruana   | 2 496 | 61,81 | 1      | en stagnation |
|       | Association pour la promotion des droits civils | Douglas Henrich | 1 542 | 38,19 | 0      | en stagnation |
| Total | Total                                           | Total           | 4 038 | 100   | 1      | en stagnation |